# Shrek!
Shrek! is een Amerikaans kinderboek van de schrijver William Steig, uitgegeven door Farrar, Straus and Giroux in 1990. Het verscheen in datzelfde jaar in het Nederlands uitgegeven door Em. Querido's Uitgeverij. De naam Shrek is afgeleid van het Jiddische woord שרעק en het Duitse woord Schreck  wat beide letterlijk verschrikking of terreur betekent. Het werd heruitgegeven in 2010.  Het boek was een parodie op het sprookje door het gebruik van een antiheld en vormde de basis van de Shrek-franchise, dat uitgroeide tot de succesvolste animatie-mediafranchise tot nu toe.

## Verhaal
Shrek is een gruwelijke oger die met zijn ouders in een moeras woont. Zijn beide ouders zijn lelijk en hij is volgens de auteur nog lelijker dan zijn twee ouders tezamen. Op een dag gooien zijn ouders hem uit het moeras en trekt hij de wereld in. Hij ontmoet een heks die zijn toekomst voorspelt: Shrek zal een pratende ezel ontmoeten die hem begeleidt op zijn reis naar een ridder. Na het overwinnen van de ridder, zal Shrek trouwen met een bruid die nog lelijker is dan Shrek zelf. Onderweg ontmoet hij een draak die hij gemakkelijk verslaat. Vervolgens ontmoet hij een pratende ezel die hem naar het kasteel brengt.
Uiteindelijk komt hij bij het kasteel met de prinses. Eerst verslaat Shrek een ridder die het kasteel bewaakt en dan komt hij vervolgens terecht in een ruimte met spiegels waar hij zichzelf voor het eerst ziet. Zijn gruwelijke uiterlijk schrikt hem niet af, want Shrek vindt zijn afstotelijke uiterlijk geweldig. Dan ontmoet hij de prinses. Ze worden verliefd en trouwen. Vervolgen jagen ze alle andere wezens angst aan door hun gruwelijke uiterlijk te gebruiken.

## Heruitgave
In 2001 verscheen het opnieuw in het Nederlands uitgegeven door Vassallucci en vertaald door Jan Kuijper. Het boek werd voor de twintigste verjaardag van het originele boek in 2010 in het Engels heruitgegeven.

## Prijzen
- Het magazine Publishers Weekly gaf het zijn prijs voor Beste kinderboek van het jaar.
- Het magazine School Library Journal gaf het zijn prijs voor Beste boek van het jaar.
- In 1991 werd het bekroond met het de Zilveren Penseel.

## In andere media
In 2001 werd er op basis van het boek een film gemaakt. Het ging op 22 april 2001 in première. Het was de vierde succesvolste film en de tweede succesvolste animatiefilm uit 2001. De film kreeg drie vervolgen en 2 spin-off langspeelfilms rond het personage De gelaarsde kat die geen rol speelt in het boek. Het is de succesvolste animatie-mediafranchise tot nu toe. Het kreeg ook verscheidene computerspellen.